# ウラジーミル・グシンスキー

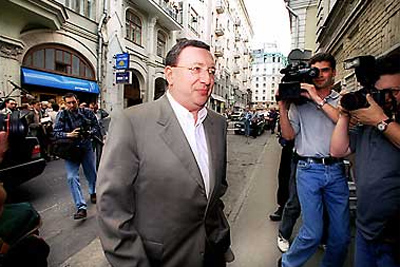
2005年撮影

ウラジーミル・アレクサンドロヴィチ・グシンスキー（Vladimir Aleksandrovich Gusinskii、ロシア語: Влади́мир Алекса́ндрович Гуси́нский、1952年10月6日 - ）は、ロシアの企業家。新興財閥（オリガルヒ）である「モスト・グループ」の総帥。
イスラエルとスペインの国籍を持つ。

## 来歴
1952年10月6日モスクワにユダヤ系ロシア人として生まれる。青年時代に演劇を志し、演劇専門学校で演出を学ぶ。
1988年西側企業のソ連進出を支援するための協同組合、「インフェクス」を設立する。1989年インフェクスとアメリカのアーノルド・ポーター社が、合弁会社「モスト」を設立する。グシンスキーはモストの社長に就任する。同年、モスト銀行を設立し頭取となる。モスト銀行は、モスクワ市の公金取り扱いを通じてロシア有数の大手銀行に急成長する。1990年アーノルド・ポーター社からモスト株を買収する。1990年代モストは金融業で獲得した巨額の資金を元手に、モスクワ市長のユーリ・ルシコフの保護も得て、建設、不動産、金融などに進出を果たす。さらに1993年2月新聞「セヴォードニャ」（今日）を発行し、全国ネットの民間テレビ局、「独立テレビ」（NTV）を開局し、1993年10月から放送を開始する。モスト・グループは、メディアに進出し、持株会社「メディア・モスト」傘下に独立テレビ、セヴォードニャの他、ラジオ局「モスクワのこだま」アメリカ・「ニューズウィーク」誌と提携した週刊誌「イトーギ」（総括）や衛星放送NTVプリュースなどをおさめた。特に独立テレビは、欧米風の斬新な番組構成と、政権批判も辞さない報道でロシアの民放最大手に成長する。欧米からは、「ロシアの言論の自由の象徴」と賞賛され、そのトップに君臨するグシンスキーは、一時「ロシアのメディア王」と称せられるに至った。
グシンスキーはボリス・ベレゾフスキーが「7人の銀行家」（セミバンキルシチナ）と呼んだ政商の一人であり、セミバンキルシチナが形成されるきっかけとなった13人の手紙の署名者の一人であった。1996年の大統領選挙で、ベレゾフスキーとともにグシンスキーとその傘下のメディアはボリス・エリツィンの再選に重要な役割を担った。1997年1月ルシコフと関係悪化を機会にモスト銀行頭取を辞任。メディア・モストの経営に専念する。1998年のロシア金融危機の影響を受け、モストは次第に経営不振に陥る。
グシンスキーはエリツィンに次第に批判的立場を取るようになり、1999年12月の下院国家会議選挙では、エフゲニー・プリマコフ、ルシコフが代表をつとめる政治ブロック「祖国・全ロシア」を支持した。
2000年1月全世界ユダヤ人議会副議長に選出される。しかし、同年3月ウラジーミル・プーチンが大統領に就任すると、状況はグシンスキーにとって不利なものに展開していく。新政権は、新興財閥の影響力を除去することに務めるが、グシンスキーはプーチンに批判的だったこともあり、最初の標的になった。
2000年6月13日ロシア最高検察庁は、グシンスキーを過去の民営化をめぐる横領・詐欺容疑で逮捕する。グシンスキーは3日で釈放された後、スペインに脱出した。しかし、スペインでも逮捕され、その後、釈放された。
独立テレビに残った経営陣と記者は、自由な報道を維持するためにプーチン政権に抵抗したが、独立テレビが抱えていた多額の借金が経営に影響し、2001年4月天然ガス世界最大手で政府系企業でもあるガスプロムに買収された。ガスプロムは独立テレビの経営陣を刷新し、抵抗していた勢力を完全に追放した。以後、メディア・モスト傘下のグループ企業も次々に買収され、グシンスキーは、ロシアにおける基盤を完全に失った。同時にプーチン政権は、独立テレビ、ロシア公共テレビ（ORT）、ロシアテレビ（RTR）の全国三大ネットを完全に掌握し、メディア支配を確固たるものにした。